# Мощёны (Сенненский район)
Мощёны — деревня в Сенненском районе Витебской области в Белоруссии. Входит в состав Ходцевского сельсовета.

## География
Расположена в 10 км от районного центра города Сенно. Средняя высота — 148 м.

## История
Деревня известна с XVI века. Ранее имела название Кишки. Была центром Латыговской волости. В деревне раньше находился Мощёнский приход. 
В тридцатых – начале сороковых годов шестнадцатого столетия территорией владел дед великого канцлера ВКЛ Льва Сапеги воевода Иван Богданович Сапега. По его инициативе над рекой Мощеница (Березка) был построен деревянный замок. Не сохранилось ничего, что могло бы говорить о его внешнем облике. 
Название деревни пошло от названия горы, которая находится напротив школы, на другой стороне реки Березка . А гору эту называли так от замощенной досками земли, на которой проходили ярмарки. 
29 ноября 1546 года Сигизмунд Август подписал привилегию на право основания местечка при замке над рекой Мощеница с правом проведения еженедельных торгов и содержания таверен, которые были вольными от государственных налогов. С этого дня и начинают отсчет времени Мощены.
Упоминается в 1591 г. в акте разделения поместий Ивана Ивановича Сапеги между его сыновьями. Деревня входила в состав усадьбы Полонн в Оршанском уезде. В 1600-1603 гг. собственность Александра Сапеги, старосты Оршанского, затем его дочери Анны и ее мужа Нарушевича .
В начале XX века была центром Мощёнского православного прихода Рождества Пресвятой Богородицы . Церковь была деревянной, и разрушена во время войны. А после войны на ее месте установили памятник погибшим воинам Советской армии. 
В начале XX века посад Мощены находился в собственности действительного статского советника Сандригайло. Рядом с памятником погибшим солдатам можно увидеть небольшой холм правильной формы. Когда-то здесь был погреб, в нем хранились панские запасы. Холм в советское время засыпали землей. По его приказу была построена паровая мельница из прочного красного кирпича. Ее строительством в конце XVIII-начале XIX веков руководил архитектор Шредер. Кирпич изготавливали здесь же, на правом берегу Березки. Паровой котел для мельницы везли из Германии, а из Богушевска его тащили на больших санях, запряженных лошадьми. Работать она начала в 1880-1890-х годах. Услугами мощенской мельницы пользовались не только жители деревни. Зерно возили сюда километров за 10, и из самого Сенно. При мельнице работали пилорама и сукновальная машина. Перестала существовать в 80-х годах XX века., когда построили современные мельницы в деревнях Белая Липа и Ковальки.
С 20.08.1924г. - центр Мощенского сельсовета. 
За 1886 год в описаниях волостей и важнейших селений Европейской России : деревня бывшая владельческая, при озере Кошке, дворов 28, жителей 159, волостное правление, школа
за 1910 год в списке населённых мест Могилёвской губернии: находилась при воде бол. Теребешо, 199 жителей (104 мужчины и 95 женщин) (31 двор)
На 01.01.2003г. - 39 дворов, 85 жителей.
На 2009 г - 62 жителя.

Недалеко от деревни находится археологический памятник - городище раннего железного века  

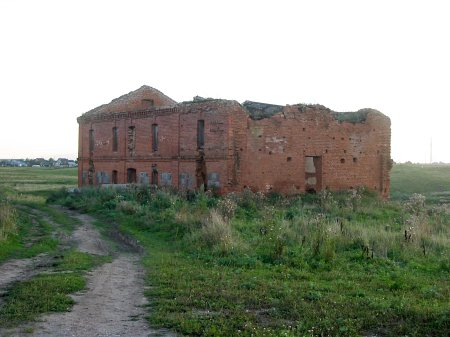
Руины кирпичной мельницы в Мощёнах

## Инфраструктура
В деревне с 1869 г  по 2017г. действовала Мощёнская государственная общеобразовательная средняя школа с библиотекой, филиал отделения биатлона Сенненской детско-юношеской спортивной школы олимпийского резерва.

## Достопримечательность
- Руины кирпичной мельницы конца XIX-начала XX века
- Братская могила советских воинов